# 小薗江邦雄
小薗江 邦雄（おそのえ くにお、1894年（明治27年）7月24日 - 1944年（昭和19年）5月20日）は、大日本帝国陸軍軍人。最終階級は陸軍中将。功三級

## 経歴
1894年（明治27年）に茨城県で生まれた。陸軍士官学校第27期、陸軍大学校第38期卒業。1938年（昭和13年）3月1日に陸軍歩兵大佐進級と同時に北支那方面軍高級副官に着任し、日中戦争に出動。1939年（昭和14年）6月1日に陸軍士官学校教官に転じ、10月26日に陸軍士官学校生徒隊長を経て、1940年（昭和15年）8月に近衛歩兵第2連隊長に就任した。
1941年（昭和16年）8月25日に陸軍少将に進級し、9月1日に第26歩兵団長（駐蒙軍・第26師団）に着任。1942年（昭和17年）12月に第11軍参謀長に就任するが、1944年（昭和19年）2月7日に陸軍航空総監部附となり、第11軍参謀長時代の激務により、5月20日に死去。同日任陸軍中将。